# Marching Out
Marching Out è il secondo disco di Yngwie J. Malmsteen.

## Il disco
Registrato dal virtuoso chitarrista ad un solo anno di distanza dal primo album Rising Force con una formazione dei suoi Rising Force praticamente immutata rispetto al precedente album e composta da Jens Johansson e Anders Johansson, rispettivamente alla tastiera e alla batteria, Jeff Scott Soto alla voce, Marcel Jacob al basso, e Yngwie Johan Malmsteen alla chitarra. L'album presenta, come nel precedente, le particolari caratteristiche del metal neoclassico, stile che ha nel chitarrista svedese il suo principale interprete. A differenza del precedente questo lavoro riporta più episodi cantati fra i quali spiccano i classici I' ll see the light tonight e I Am a Viking.

## Tracce
1. Prelude – 1:00
2. I'll See The Light, Tonight – 4:24
3. Don't Let It End – 4:07
4. Disciples Of Hell – 5:53
5. I Am A Viking – 5:58
6. Overture 1383 – 2:59
7. Anguish and fear – 3:47
8. On The Run Again – 3:22
9. Soldier Without Faith – 6:08
10. Caught In The Middle – 4:17
11. Marching Out – 3:08

## Formazione
- Yngwie Malmsteen - chitarra
- Jeff Scott Soto - voce
- Jens Johansson - tastiera
- Anders Johansson - batteria
- Marcel Jacob - basso